# R2000 (mikroprocesszor)
Az R2000 egy mikroprocesszor chipkészlet, amelyet a MIPS Computer Systems fejlesztett ki. A processzor a MIPS I utasításkészlet-architektúrát (ISA) valósítja meg. 1986 januári bevezetésekor ez volt az első MIPS-architektúrát implementáló, egyúttal az első üzleti célú, kereskedelmi forgalomba került RISC mikroprocesszor. Az R2000 a Digital Equipment Corporation (DEC) VAX miniszámítógépekkel, a Motorola 68000 és az Intel 80386 mikroprocesszoraival versengett. Az R2000 felhasználói között található az Ardent Computer, a DEC, a Silicon Graphics, valamint a MIPS, saját munkaállomásaival.

## Felépítése
A chipkészlet tartalmazza az R2000 mikroprocesszort, az R2010 lebegőpontos gyorsítót és négy R2020 írási puffer chipet. Az R2000 mag minden nem-lebegőpontos utasítást egy egyszerű rövid futószalagban hajt végre. Ez a csip kezeli a külső kódot és az adat-gyorsítótárakat; az adat-gyorsítótárak szabványos SRAM csipek közvetlenül indexelt hozzáféréssel és egyciklusos olvasási látenciával. Az R2000 chip egy kis TLB-t (translation lookaside buffer) tartalmaz a virtuális memóriacímek átszámításához. Az R2010 chip tartalmazza a lebegőpontos regisztereket, a lebegőpontos adatútvonalakat és a hozzájuk tartozó hosszabb futószalagot. Az írás teljes végrehajtása a fő DRAM memóriába többször 10 ciklust igényel. A R2020 chipek képesek 4 függő írási kérelmet sorba állítani és végrehajtani a fő memóriába történő írást, ezzel lehetővé teszik a R2000 magnak, hogy várakozás nélkül továbblépjen. Ha nincs elérési hiba (cache miss), akkor ez a chip képes fenntartani az ALU ciklusonként egy utasítás-végrehajtási sebességet. Ez a sebesség jóval meghaladta az ebben az időben létező nem-RISC processzorok sebességét, amiknek több órajelciklusra volt szükségük egy utasítás végrehajtásához. 1986-ban már létezett hasonló technológia a Sun első SPARC processzoraiban és a Hewlett Packard első PA-RISC mikroprocesszorában.
A teljes rendszer sebességét a cache-méret és a cache ciklusideje korlátozta. Eleinte az R2000 chipkészlet és az SRAM csak egy saját áramköri lapon került forgalomba, hogy biztosítsa a cache-busz jó időzítését, de 1987-től a rendszerépítők újabb áramkörökben/alaplapokon kezdték használni a chipeket.

## Fajtái
Az R2000 három különböző órajellel jelent meg: 8,3, 12,5 és 15 MHz. A lapka 110 000 tranzisztort tartalmazott, mérete 80 mm², 2,0 μm-es kétfémes (double metal) CMOS technológiával készült. A MIPS nem rendelkezett saját gyártókapacitással, ezért a csipkészletet kezdetben a  Sierra Semiconductor és a Toshiba gyártotta a MIPS számára. 1987 decemberében a MIPS licenceket adott ki az Integrated Device Technology, LSI Logic, és Performance Semiconductor cégeknek az R2000-es csipkészlet gyártására és forgalmazására. A Sierra és Toshiba szintén folytatta a gyártást.
Az LSI a saját 2,0 μm double-metal CMOS eljárásával kezdte gyártani a chipkészletet és LR2000 néven hozta forgalomba.
A Performance Semiconductor PACE-I 0,8 μm double-metal CMOS eljárással gyártotta és PR2000 néven forgalmazta a chipeket.
1988-ban elkészült a chipkészlet egy javított verziója, az R2000A jelű, ami az R2000A és az R2010A IC-kből állt. Az órajelük 12,5 és 16,67 MHz volt. Leginkább beágyazott alkalmazásokban, pl. nyomtatóvezérlőkben használták.
Ugyancsak 1988-ban az R2000 készletet a hasonló felépítésű de gyorsabb R3000 követte.

## Az R2000 processzor főbb jellemzői
- 32 bites processzor: minden utasítás 32 bit (4 bájt) méretű.
- Az utasításkészlet a load/store architektúrát követi: minden memória-hozzáférés vagy betöltés vagy tárolás lehet, az adatmozgás egy regiszter és a memória között történhet.
- Az R2000 támogatja a little-endian és a big-endian bájtsorrendet.
- Regiszterek: 32 db 32 bites általános célú regiszter, egy programszámláló és 2 speciális regiszter. A regiszterek jelölése $0, $1, ..., $31. A $0 regiszter különleges, a nulla hardveres megvalósítása: csak a 32 bites 0 értéket tartalmazza, még írás után is. A $31 regiszterbe a szubrutinhívásoknál a visszatérési cím kerül. A HI és LO speciális regisztereket az egészértékű szorzás és osztás utasítások használják. Nincs állapotregiszter.
- A processzornak csak egy memóriacímzési módja van. Nincs hardveres verem (stack). A memória folytonos, 4 GB-ig címezhető (232 byte). A memóriacímzés egy regiszter és egy 16 bites előjeles eltolási érték (offset) segítségével történhet.
- 3 utasításformátumot ismer, amelyekben maga az utasítás 6 biten van kódolva. Az aritmetikai és logikai utasítások háromoperandusúak.
- 5 fokozatú utasítás-futószalag (pipeline), fázisai: beolvasás, dekódolás, végrehajtás, memória-hozzáférés, visszaírás. A processzor minden fázist pontosan 1 órajelciklus alatt hajt végre, kivéve a szorzást és az osztást: ezek egy külön futószalagba kerülnek. A szorzás 4-12, az osztás 20-80 órajelciklusig tart.[1]
- A processzor 4 koprocesszort támogat, ezek közül a 0 jelű a beépített memóriakezelő (MMU, memory management unit), az 1-es számú az R2010 külső lebegőpontos koprocesszor, a többit a gyártók használhatják egyéb kiterjesztésekhez.

## Fordítás
- Ez a szócikk részben vagy egészben  a   R2000 (microprocessor) című angol Wikipédia-szócikk fordításán alapul.  Az eredeti cikk szerkesztőit annak laptörténete sorolja fel. Ez a jelzés csupán a megfogalmazás eredetét és a szerzői jogokat jelzi, nem szolgál a cikkben szereplő információk forrásmegjelöléseként.